# Veľká Poľana
Veľká Poľana è una località del distretto di Snina, in Slovacchia, che è stata quasi interamente sommersa con la creazione del bacino artificiale di Starina, costruito fra il 1981 e il 1988. Era abitata da ruteni.
La prima menzione della località in un documento scritto risale al 1493.
Del villaggio originario rimangono il cimitero del villaggio, una casa e il monumento ai soldati caduti nella Prima guerra mondiale nel cimitero militare. Si conservano anche rovine della chiesa di San Michele arcangelo costruita nel 1784, in rovina dal 1915. Sotto il villaggio, lungo il torrente Lukov, si trova una croce risalente al 1853. Il cimitero militare di soldati caduti nella Prima guerra mondiale, situato nella località di Zadný Hodošík, è il cimitero militare più alto della Slovacchia (825 m). Oggi Veľká Poľana si trova all'interno del Parco nazionale Poloniny.
Il paese è noto per aver dato i natali al grafico Orest Dubay (1919 – 2005).